# Stadio Re Baldovino
Lo stadio Re Baldovino (in francese Stade Roi-Bauduin; in fiammingo Koning Boudewijnstadion) è un impianto sportivo polivalente belga di Bruxelles, noto anche con il suo precedente nome di stadio Heysel in ragione della zona in cui è edificato.
Costruito tra il 1929 e il 1930, anno della sua inaugurazione come "stadio del Giubileo", fu ribattezzato "Heysel" nel secondo dopoguerra. Negli anni 1970 affrontò una prima ristrutturazione. Nel biennio 1994-1995, ormai vecchio di 65 anni, fu sottoposto a ristrutturazione completa e adeguato ai nuovi standard, sia sportivi previsti dall'UEFA sia di sicurezza imposti dalla legge, e fu riaperto con il nome di "stadio Re Baldovino" in omaggio a Baldovino del Belgio, sovrano del Paese dal 1951 fino alla morte avvenuta nel 1993.
Destinato prevalentemente, ma non esclusivamente, al calcio, di tale disciplina ha ospitato quattro finali di Coppa dei Campioni d'Europa (nel 1958, 1966, 1974 e 1985) e altrettante di Coppa delle Coppe (nel 1964, 1976, 1980 e 1996), oltre a essere stato scelto come sede interna dall'Anderlecht in occasione della finale d'andata della Coppa UEFA 1982-83 contro il Benfica.
Fu, inoltre, sede della finale del campionato europeo di calcio 1972 tra Germania Ovest e Unione Sovietica e (con la sua nuova denominazione) di alcuni incontri di quello del 2000, ospitato congiuntamente da Belgio e Paesi Bassi.
In occasione della finale di Coppa dei Campioni 1984-85 tra Juventus e Liverpool, il 29 maggio 1985, lo stadio, allora noto come Heysel, fu teatro di uno dei più gravi incidenti della storia calcistica europea: a causa dell'assalto di numerosi hooligan della squadra inglese un gruppo di tifosi italiani si ammassò contro un muro di contenimento di un settore dello stadio; l'obsolescenza della struttura, all'epoca vecchia di mezzo secolo, contribuì al disastro che ne seguì, perché il muro cedette provocando la caduta dei tifosi sul selciato sottostante dieci metri, causando la morte di 39 persone e il ferimento più o meno grave di ulteriori seicento.
Tale evento è passato alla storia come «strage dell'Heysel».
Oltre al calcio, l'impianto e una sua pertinenza chiamata Petit Heysel (Piccolo Heysel) sono sede degli incontri di rugby a 15 della Nazionale belga maschile, e talora anche di quella femminile.
Dal 1977 ospita inoltre un meeting annuale di atletica leggera del circuito Diamond League, il Memorial Van Damme, intitolato alla memoria del mezzofondista Ivo Van Damme, morto nel 1976 a 22 anni.
Dopo le successive ristrutturazioni lo stadio può ospitare un massimo di 50 122 spettatori; tuttavia in passato era capace di contenerne circa 70 000.
Il record di affluenza per una gara internazionale è di 66 000 nel 1958.
Proprietario dell'impianto è il comune di Bruxelles, mentre la sua gestione è demandata ad ASBL Prosport, agenzia pubblica del comune creata nel 1998 per la promozione delle attività sportive nella capitale belga.

## Storia

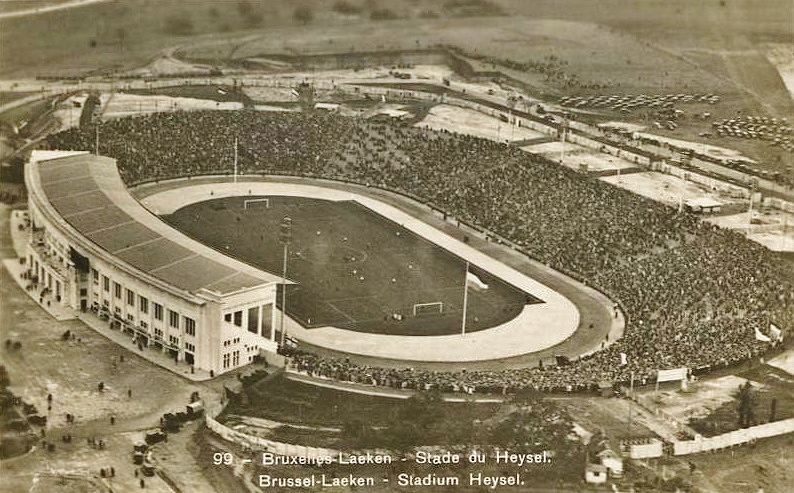
Panoramica aerea del vecchio Heysel nel 1935

Il 23 agosto 1930, in concomitanza con i festeggiamenti per il centesimo anniversario dell'indipendenza belga, venne inaugurato in presenza del principe Leopoldo lo Stade du Jubilé o Jubelstadion (stadio del Giubileo). La scelta del luogo cadde sull'altopiano dell'Heysel in modo da abbellire la zona in vista dell'Esposizione Internazionale di Bruxelles del 1935. Le tribune di questo gigantesco stadio potevano ospitare fino a 70 000 persone. Successivamente vennero aggiunte delle piste in legno per ospitare le gare di ciclismo su pista. Lo stadio fu per lungo tempo teatro della vita sportiva ed artistica della città, fino allo scoppio della seconda guerra mondiale. Nel 1937 nell'impianto venne inaugurata la prestigiosa Gordon Bennett Cup, competizione riservata ai palloni aerostatici.
Dopo la fine della seconda guerra mondiale, lo stadio ritrovò la sua originale funzione e propose una moltitudine di eventi popolari che riuscirono ad attirare gente da ogni parte del mondo. L'impianto venne pian piano ribattezzato Stade du Heysel. Nel 1971 venne permanentemente installata una pista in tartan, grazie alla quale fu possibile organizzare gare di atletica leggera. Tre anni più tardi, nel 1974, lo stadio venne dotato di un nuovo sistema d'illuminazione, rivoluzionario per l'epoca.

Nonostante la sua fama di stadio nazionale del Belgio, l'Heysel non era mantenuto al meglio. Con il tempo le condizioni dello stadio andarono via via peggiorando, fino alla finale di Coppa dei Campioni tra Juventus e Liverpool del 29 maggio 1985, quando, in concomitanza di gravi disordini e incidenti, era ormai già ridotto in pessime condizioni. La parete esterna dello stadio era stata costruita con blocchi di calcestruzzo e quel giorno alcuni tifosi, sprovvisti di biglietto, furono visti tirare calci per formare dei buchi in modo da salire sulle tribune.
Le critiche condizioni delle stadio, insieme allo scarso controllo della folla sugli spalti, contribuirono rapidamente al crollo di un muro adiacente al settore Z, che avvenne circa un'ora prima del fischio d'inizio della finale. Le conseguenze di quel crollo furono drammatiche, 39 persone persero la vita.
Un decennio dopo, in vista di Euro 2000, lo stadio venne ricostruito. Per le opere di ammodernamento furono spesi 1,5 miliardi di franchi belgi (cira 37 milioni di euro), e l'impianto venne rinominato Re Baldovino. Tutto ciò che rimane del vecchio stadio è un cancello restaurato all'entrata principale. La nuova struttura comprende un campo da calcio, la pista d'atletica e strutture per competizioni da prato. Il nuovo stadio fu inaugurato il 23 agosto 1995 con la partita fra Belgio e Germania (1-2).
Il 26 maggio 2006, la federazione calcistica belga decise di non usare più lo stadio per gli incontri della nazionale belga e per la finale della Coppa del Belgio, a causa delle porte troppo strette e delle condizioni di sicurezza della struttura. La URBSFA decise che i successivi incontri della nazionale fossero giocati da quel momento in poi al Constant Vanden Stock Stadium di Anderlecht. A causa di questa restrizione, la città di Bruxelles emanò una dichiarazione nella quale certificava che lo stadio era sicuro, contrariamente a quanto diceva la relazione della federcalcio. Il 6 ottobre 2006, la URBSFA incontrò i rappresentanti della città di Bruxelles e fu deciso di rinnovare il contratto fino al 30 giugno 2008. Dal 15 novembre 2006, la nazionale belga ha quindi riutilizzato lo stadio Re Baldovino.

## Incontri calcistici di rilievo

### Finale del campionato europeo 1972
| Arbitro: | Ferdinand Marschall |

|                               |           |  |
| G. Müller 27’, 58’ Wimmer 52’ | Marcatori |  |

### Finali di Coppa dei Campioni
| Arbitro: | Albert Alsteen |

|                                    |           |                           |
| Di Stéfano 74’ Rial 79’ Gento 107’ | Marcatori | 59’ Schiaffino 78’ Grillo |

| Arbitro: | Rudolf Kreitlein |

|                        |           |             |
| Amancio 70’ Serena 75’ | Marcatori | 55’ Vasović |

| Arbitro: | Vital Loraux |

|                    |           |               |
| Schwarzenbeck 119’ | Marcatori | 114’ Aragonés |

| Arbitro: | Alfred Delcourt |

|  |           |                                 |
|  | Marcatori | 38’, 83’ Hoeneß 58’, 71’ Müller |

| Arbitro: | André Daina |

|                    |           |  |
| Platini 56’ (rig.) | Marcatori |  |

### Finali di Coppa delle Coppe
| Arbitro: | Lucien van Nuffel |

|                                     |           |                          |
| Mascarenhas 40’ Figuereido 45’, 80’ | Marcatori | 19’, 75’ Sándor 73’ Kuti |

| Arbitro: | Robert Wurtz |

|                           |           |                                                   |
| Holland 28’ K. Robson 68’ | Marcatori | 42’, 73’ (rig.) Rensenbrink 48’, 88’ Van der Elst |

| Arbitro: | Vojtech Christov |

|                                                   |                      |                                               |
| Kempes Solsona Rodríguez Castellanos Bonhof Arias | Tiri di rigore 5 – 4 | Brady Stapleton Sunderland Talbot Hollins Rix |

| Arbitro: | Pierluigi Pairetto |

|             |           |  |
| N'Gotty 28’ | Marcatori |  |

### Finale di Coppa UEFA 1982-83 (andata)
| Arbitro: | Bogdan Dočev |

|            |           |  |
| Brylle 29’ | Marcatori |  |

## Rugby a 15
Il 25 agosto 2007, lo stadio ha ospitato l'incontro di rugby tra il Belgio e l'Argentina come parte dei preparativi per la Coppa del Mondo di rugby 2007. L'Argentina ha sconfitto il Belgio 36–8.
Lo stadio avrebbe dovuto ospitare la prima partita della Heineken Cup disputata in Belgio il 19 dicembre 2009, quando il club parigino Stade Français scelse la struttura per la partita casalinga della Heineken Cup contro gli irlandesi dell'Ulster Rugby. Il bilancio dei biglietti era arrivato a più di 30.000 tagliandi ma le abbondanti nevicate a Bruxelles nella giornata prevista costrinsero alla cancellazione e al rinvio della partita che poi fu giocata a Parigi.
Nel 2012 lo stadio ha finalmente ospitato una partita di Heinken Cup. Il 20 ottobre 2012 si sfidarono gli inglesi dei Saracens e i francesi del Racing Métro 92, la partita terminò 30-12.

## Concerti
Lo stadio belga ha ospitato i concerti delle più grandi star della musica mondiale. Beyoncé, Madonna, gli U2, Céline Dion, Robbie Williams, i Genesis, Bruce Springsteen, Johnny Hallyday, Mylène Farmer e i Rolling Stones sono alcuni dei grandi artisti che hanno fatto tappa allo stadio Re Baldovino nel corso delle loro tournée mondiali.